# 清印铸局旧址

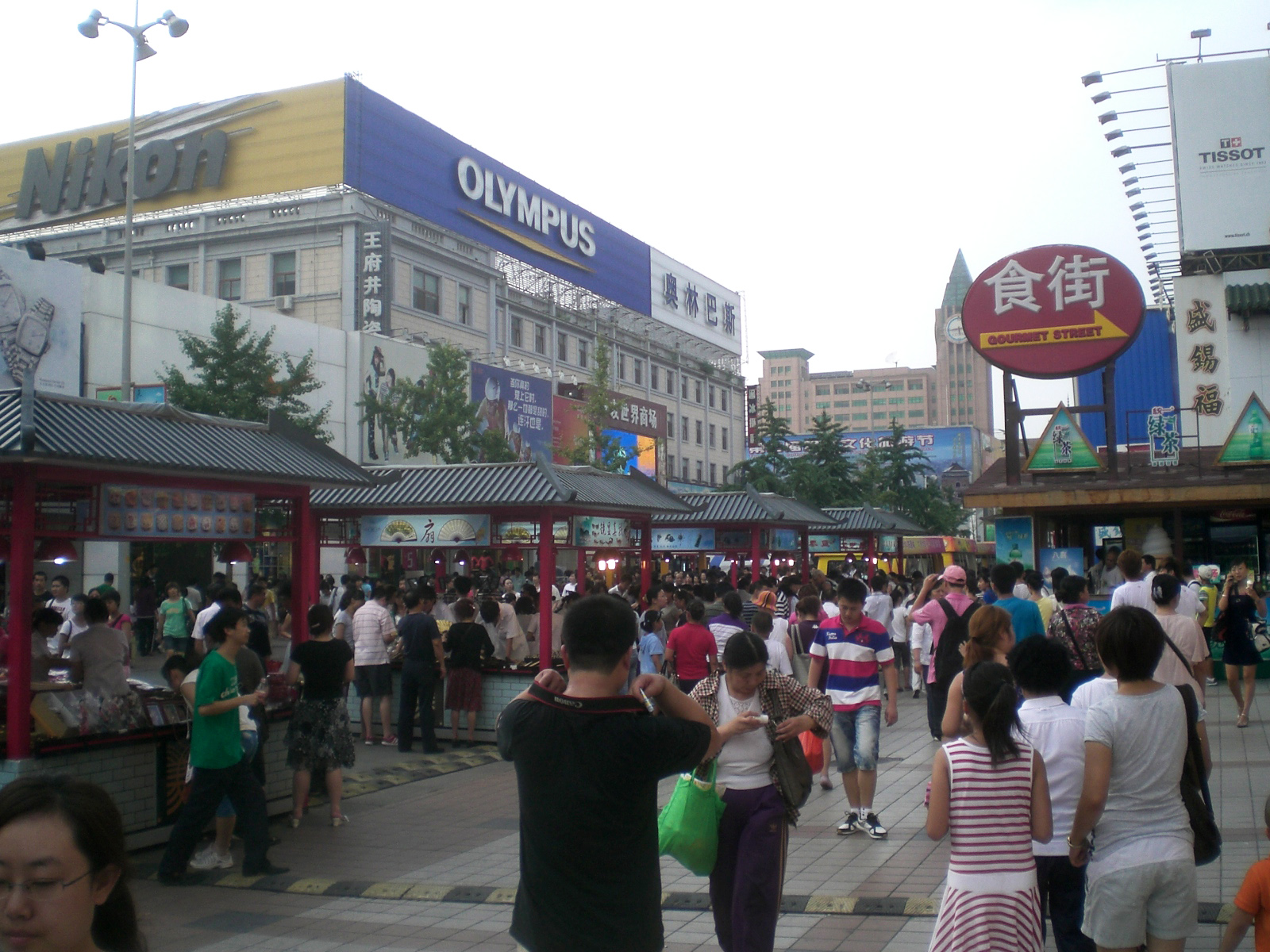
2010年8月，好友世界商场大楼。最初为《人民日报》社大楼

清印铸局旧址位于中国北京市东城区王府井大街西侧，是清朝印铸局的旧址。后来曾先后成为《华北日报》、《武德报》、《人民日报》、《经济日报》社址，现为北京好友世界商场有限责任公司所在地。

## 简介
此处旧址东到王府井大街，西到晨光街，南到大纱帽胡同，北到梯子胡同（1965年并入大甜水井胡同）。明朝时，此处是一座府第。清朝，在印铸局进驻之前，这里是光绪朝吏部官员延熙（镜臣）的住宅。
1900年代，清朝“预备立宪”期间，慈禧太后准御史赵炳麟之建议，派庆亲王奕劻等人筹办《政治官报》，其宗旨为“开通政治之智识，发达国家之思想，以成就立宪国民之资格。”该报由考察政治馆办理，每日出一册，光绪33年9月20日（1907年10月26日）创刊。《政治官报》由清朝的“宫门抄”演变而来。
宣统3年5月（1911年6月），庆亲王奕劻担任内阁总理大臣的内阁会议决定，在内阁承宣厅下设制诰局、叙官局、统计局、印铸局。《政治官报》更名《内阁官报》，明定为“公布法令之机关”，由印铸局接办，采用自英国进口的铅印设备，自上海商务印书馆聘来技术人员，出版铅印邸报。此次变革结束了近千年来中国朝廷邸报手抄木印的历史。印铸局接办《内阁官报》后，将每日出版的《内阁官报》交给设在宣武门外琉璃厂铁老鹳庙胡同内的巨兴、巨恒、巨升、信义、合成、集文6家报房。各个报房雇报夫分送至各个衙门、官员府第、各个大商号、钱庄等等订户，每月订费两吊钱。
当时，印铸局占地面积约16000平方米，拥有百十间房屋。印铸局下设文牍、庶务、发行等科室。迁入此处之后，印铸局根据需要，对原有宅院进行了改建，建立了铸字、排版、印刷、装订、机房等车间。除了印报之外，印铸局还负责为朝廷铸造、镌刻朝廷及官员的印章及勋章等等。
1912年中华民国成立后，印铸局更名为“政治官报局”。1928年，北京政府倒台，国民政府迁都南京，印铸局撤销，此处由中国国民党在北平出版的中央直属党报《华北日报》接管。抗日战争爆发后，华北日报南迁，日军占领北平。随后，日伪方面在此处开办《武德报》社。1945年抗日战争胜利后，中国国民党的《华北日报》迁回原址。

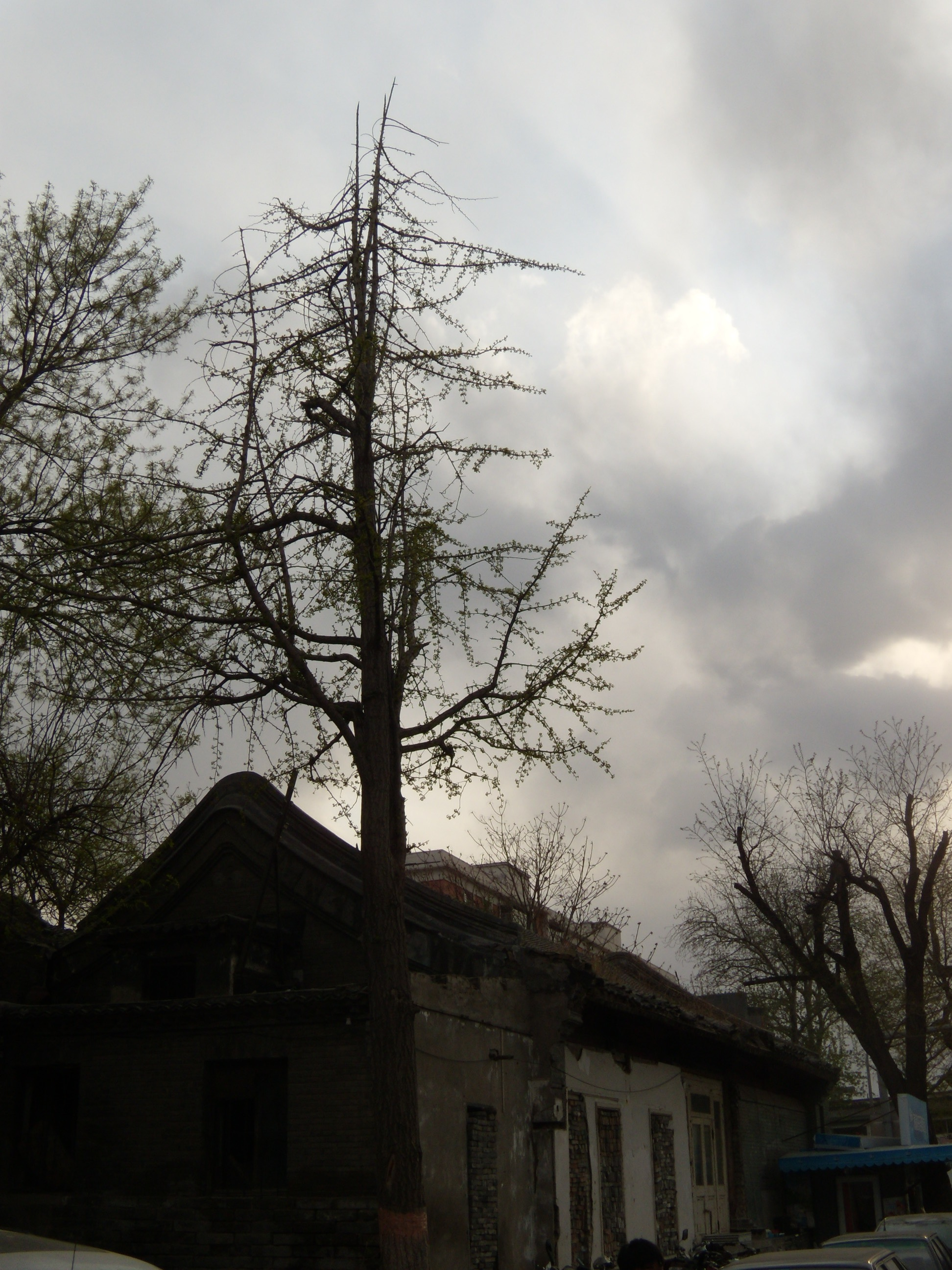
大甜水井胡同上与王府井西街交口东南角的老建筑东侧面
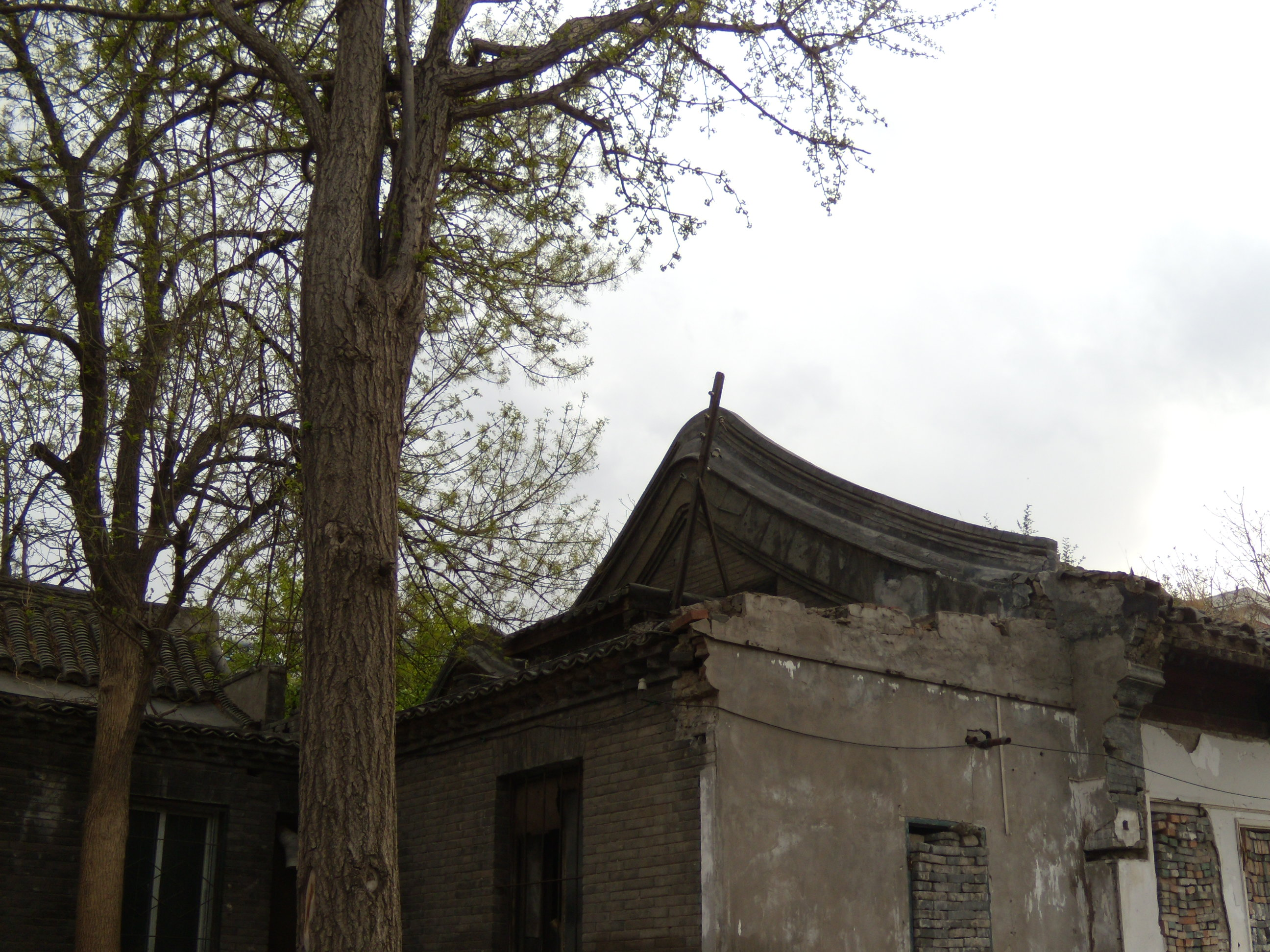
大甜水井胡同上与王府井西街交口东南角的老建筑东侧面
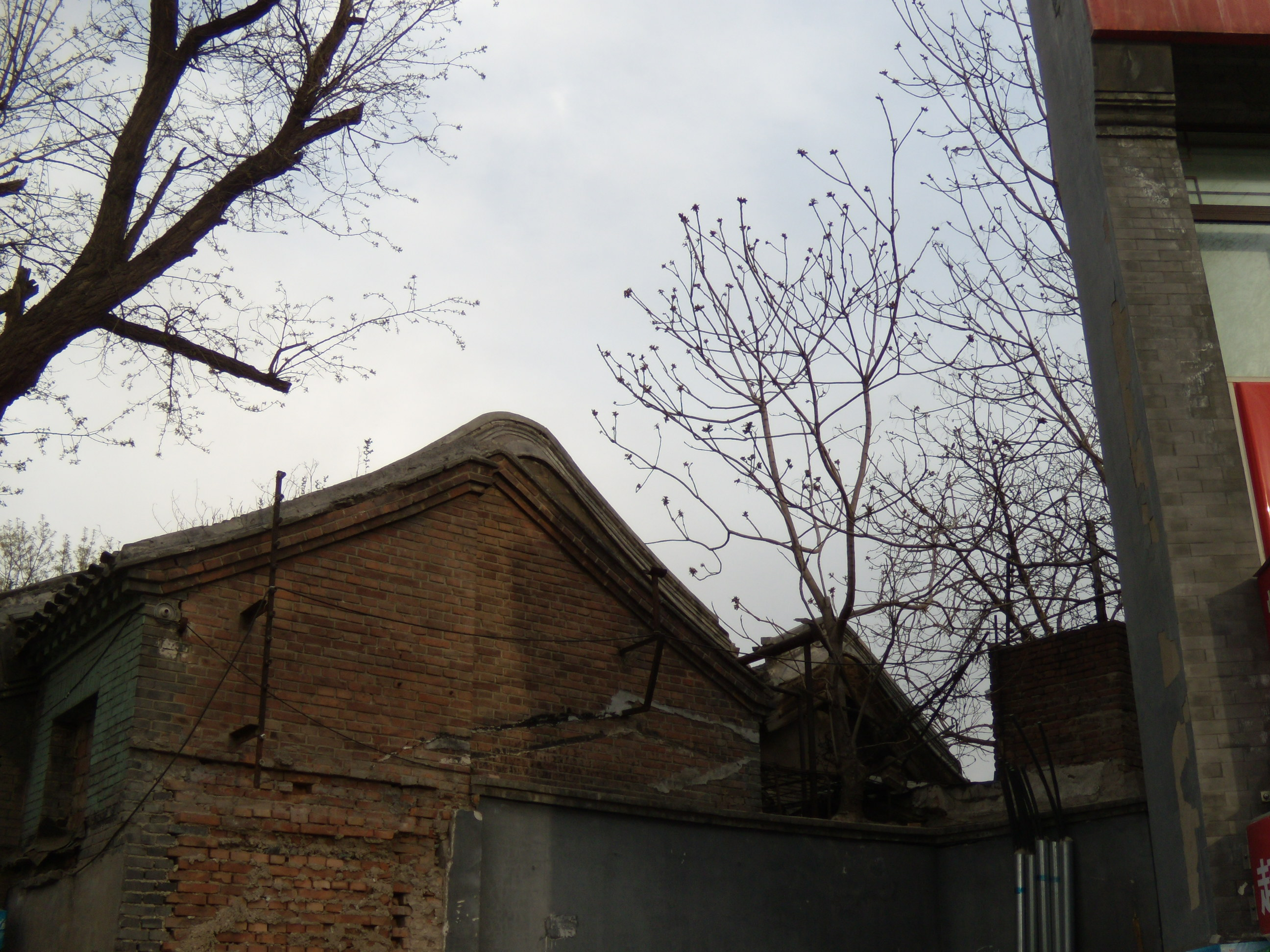
大甜水井胡同上与王府井西街交口东南角的老建筑西侧面
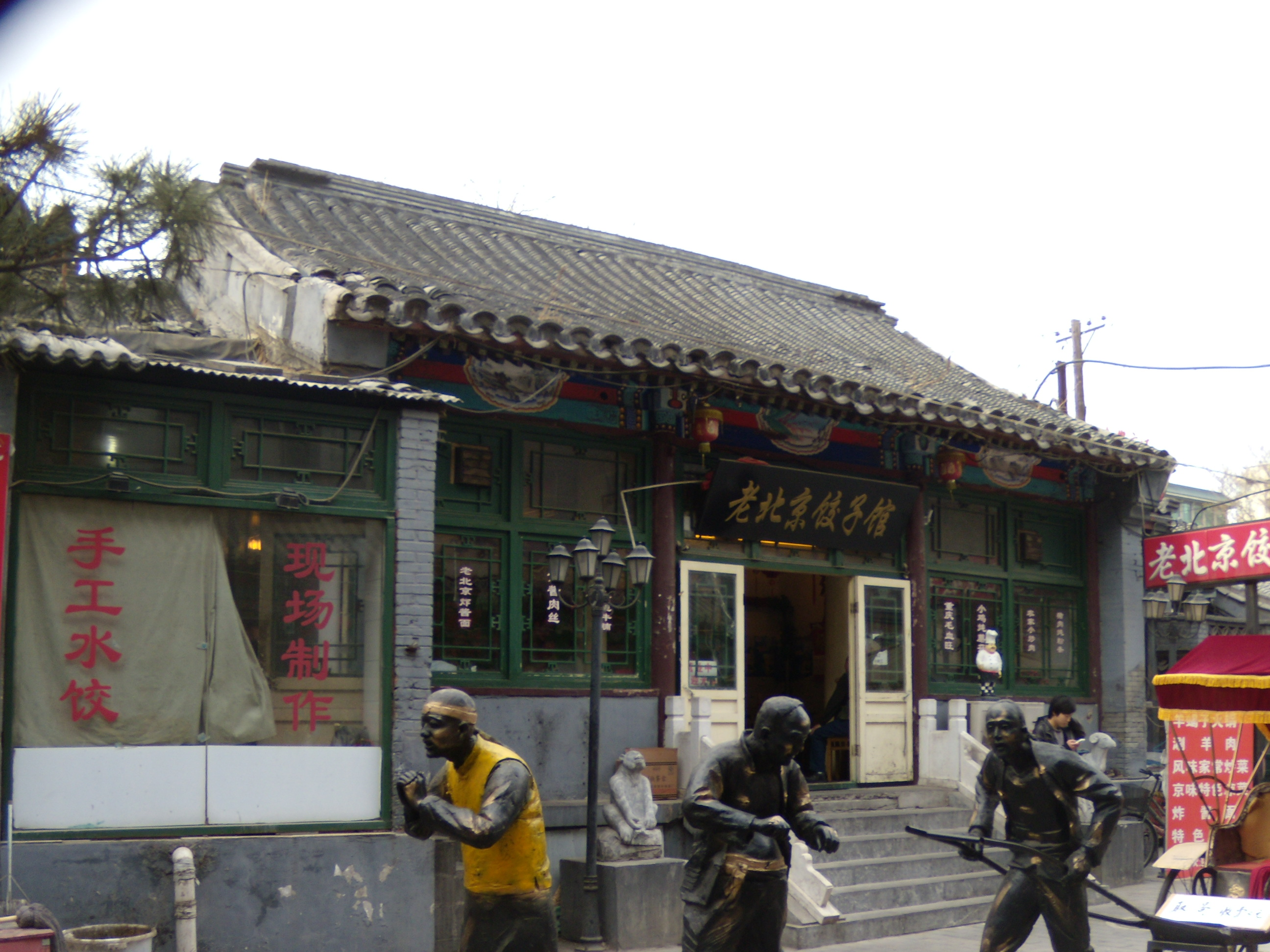
位于老北京风情街内广场北侧靠西的老建筑

1949年北平和平解放后，在王府井的原《华北日报》社旧址改设中共中央机关报《人民日报》社。1950年代，《人民日报》社拆除了东部的旧院落，兴建了楼房。
1970年代，《人民日报》社选择新址，兴建彩印厂。虑及出航空版的需要，新址需接近首都国际机场，最终确定选择朝阳区金台路原北京机械学院校址。经过改扩建之后，1980年5月25日，《人民日报》社正式迁至金台路，很快出版“人民日报海外版”。1984年2月，国务院批示将王府井大街的《人民日报》社原社址交付《经济日报》社使用。
1996年夏，《经济日报》社从王府井迁址至宣武区白纸坊东街。《经济日报》社迁走后，此处房产归中华人民共和国第一机械工业部研究院。后来成为北京好友世界商场有限责任公司所在地。

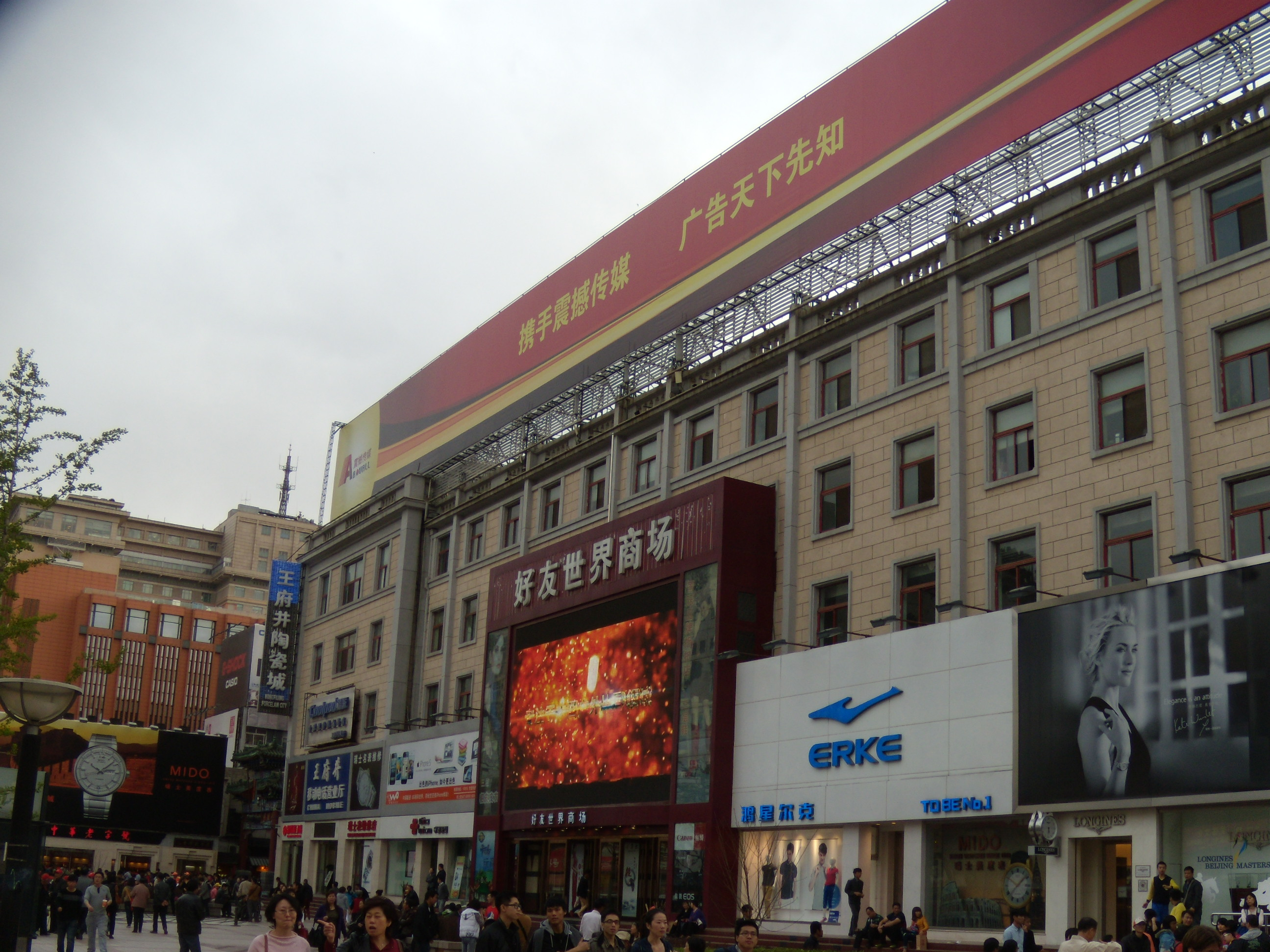
好友世界商场大楼（原《人民日报》大楼）东立面
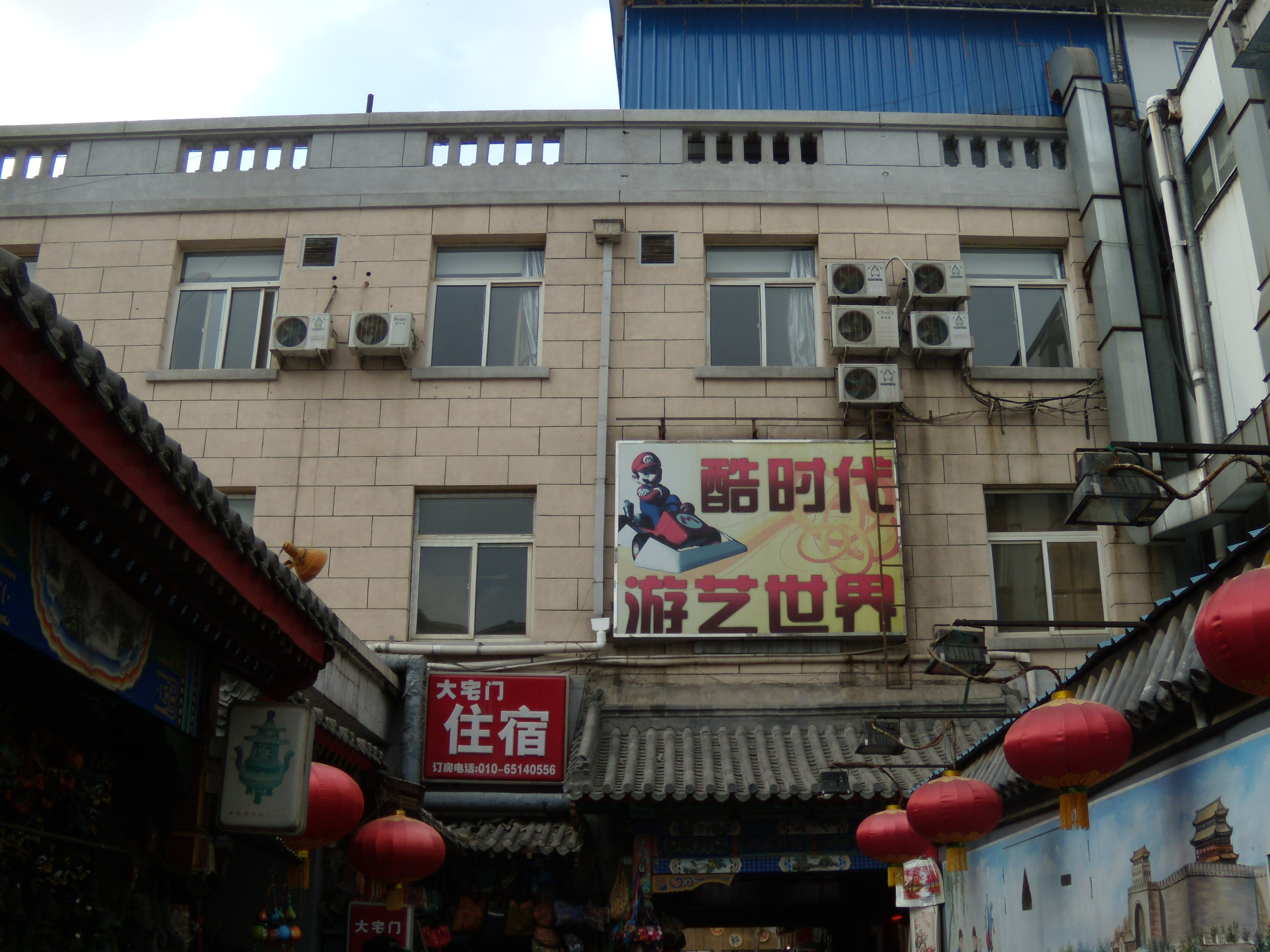
王府井民俗文化街北端的好友世界商场大楼东北内拐角处
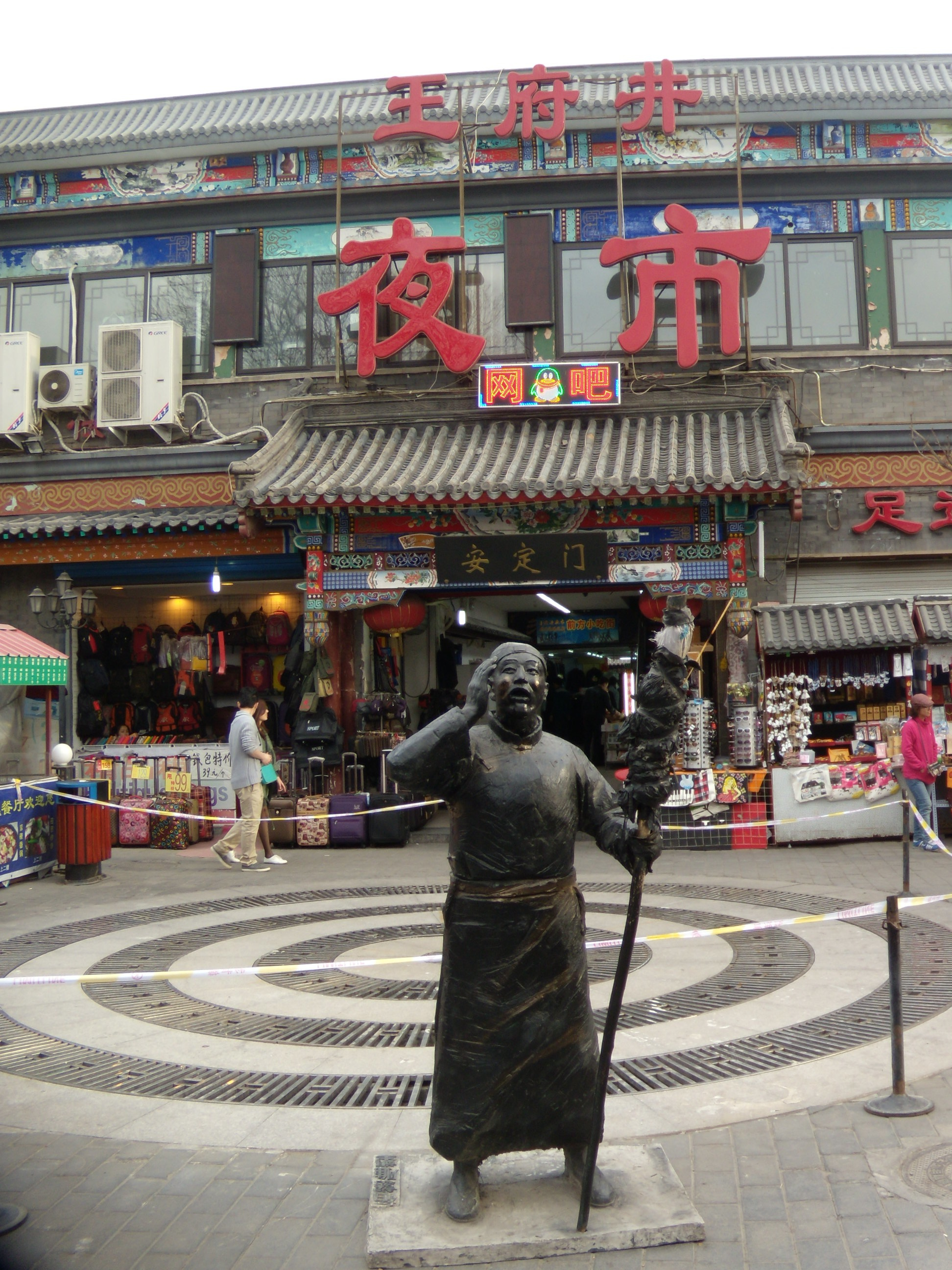
老北京风情街主楼，由原《经济日报》厂房改建